# اچ‌ام‌اس وارسپایت (۱۶۶۶)
اچ‌ام‌اس وارسپایت (۱۶۶۶) (به انگلیسی: HMS Warspite (1666)) یک کشتی بود که طول آن ۱۱۷ فوت (۳۶ متر) بود.